# خوان ديفيد ريستريبو
خوان ديفيد ريستريبو (بالإسبانية: Juan David Restrepo)‏ هو مخرج وممثل كولومبي، ولد في 26 سبتمبر 1979 في ميديلين في كولومبيا.

## وصلات خارجية
- خوان ديفيد ريستريبو على موقع IMDb (الإنجليزية)
- خوان ديفيد ريستريبو على موقع ألو سيني (الفرنسية)
- خوان ديفيد ريستريبو على موقع أول موفي (الإنجليزية)
- خوان ديفيد ريستريبو على موقع قاعدة بيانات الفيلم (الإنجليزية)
- خوان ديفيد ريستريبو على موقع كينوبويسك (الروسية)